# Charlotte Margiono
Charlotte Margiono, nome d'arte di Charlotte Marie-Louise Heijdemann (Amsterdam, 24 marzo 1955), è un soprano olandese.

## Biografia
Ha studiato flauto e chitarra presso il Conservatorio di Arnhem, quando la sua voce è stata scoperta da Aafje Heynis che poi le ha dato lezioni di canto.
Ha debuttato nel 1984 con la De Nationale Opera come Fanciulla-Fiore nel Parsifal. Nel 1987 è diventata nota ad un pubblico più ampio grazie a una trasmissione televisiva di perfezionamento di canto di Elisabeth Schwarzkopf. La svolta internazionale è arrivata nel 1988, quando ha cantato il ruolo di Vitellia in La clemenza di Tito di Mozart al festival musicale di Aix-en-Provence. Nel 1990 ha avuto successo per la prima volta nei Paesi Bassi come Fiordiligi in Così fan tutte sotto la direzione di Nikolaus Harnoncourt. Ha ottenuto la fama internazionale come soprano lirico nel ruolo della Contessa Almaviva in Le nozze di Figaro di Mozart. Sul suo repertorio mozartiano ci sono anche la Prima Donna in Die Zauberflöte e Donna Elvira nel Don Giovanni.
Oltre ai ruoli mozartiani, la Margiono ha ampliato anche il suo repertorio lirico che comprende il ruolo di Mimì ne La bohème, Marie in Die Braut verkaufte, Agathe in Der Freischütz, Vespina in L'infedeltà delusa, Eva in Die Meistersinger von Nürnberg, Elsa in Lohengrin e Sieglinde in Die Walküre. Ha cantato sotto la direzione di Claudio Abbado, Gerd Albrecht, Frans Brüggen, Andrew Davis, John Eliot Gardiner, Hartmut Haenchen, Bernard Haitink, Nikolaus Harnoncourt, Carlo Maria Giulini, Armin Jordan, Antonio Pappano, Alain Lombard, Kenneth Montgomery, Gary Bertini, Franz Welser-Möst, James Judd, Wolfgang Sawallisch ed Edo de Waart.
A livello vocale-sinfonico, la Margiono può essere regolarmente ascoltata con l'Orchestra reale del Concertgebouw, i Berliner Philharmoniker e la Filarmonica di Amburgo, l'Orchestra filarmonica di Rotterdam, l'Orchestre National Bordeaux Aquitaine, l'Orchestra sinfonica di Minneapolis e l'Orchestra dell'Accademia Nazionale di Santa Cecilia. Canta le opere di Gluck, Mozart, Mendelssohn, Beethoven, Brahms, Rossini, Mahler, Ravel e Villa-Lobos e ha ottenuto il successo con i Vier letzte Lieder di Richard Strauss che ha registrato con l'Orchestra filarmonica della Radio olandese diretta da Edo de Waart (Brilliant Classics).
Nel repertorio tedesco la voce di Charlotte Margiono è "spinto". In italiano, è piuttosto un lirico-spinto. Il belcanto italiano non è alla portata della voce della Margiono.
Ha collaborato a diverse registrazioni cd, tra le altre, Die Zauberflöte, la Missa Solemnis, Ein deutsches Requiem, La finta giardiniera, Le nozze di Figaro, Don Giovanni, Fidelio, Der Freischütz, Die Fledermaus, Falstaff e Die Meistersinger von Nürnberg.
La cantante vive nell'Olanda del nord e, per il suo piacere, suona la viola nell'orchestra di Purmerend. La Scuola delle Arti di Utrecht (HKU)  ha nominato Charlotte Margiono insegnante al Conservatorio di Utrecht nel 2008.